# V1229 Aquilae
V1229 Aquilae eller Nova Aquilae 1970 var en snabb nova i stjärnbilden Örnen. Novan upptäcktes den 10 april 1970 av den japanske astronomen Minoru Honda. Den nådde magnitud +6,6 i maximum och avklingade snabbt. Den är nu en stjärna av 18:e magnituden. 